# Apenins

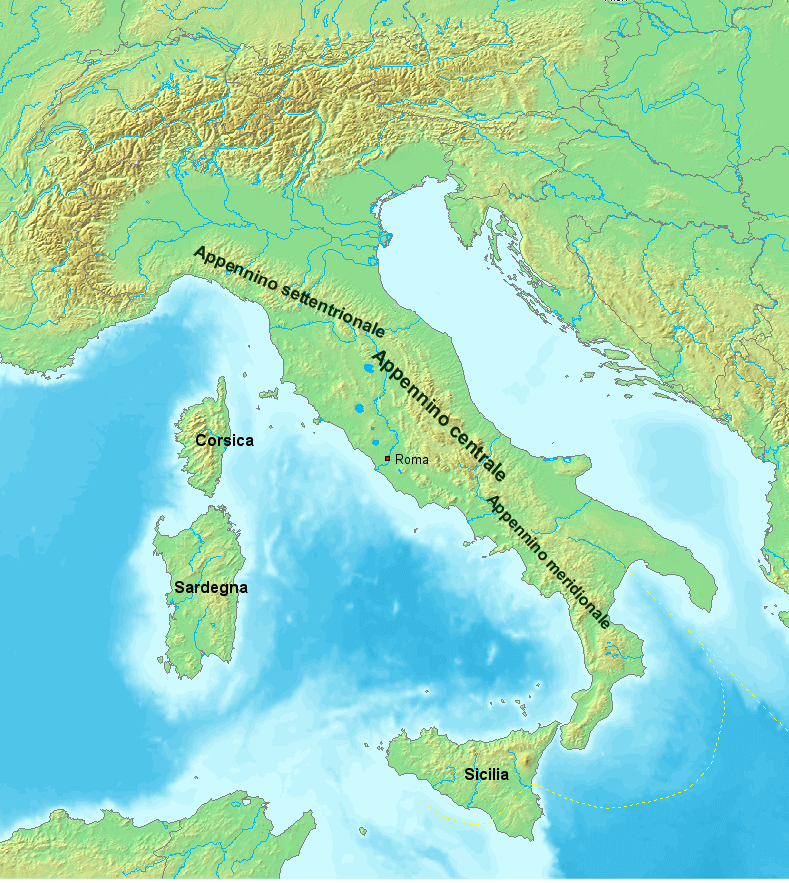
Subdivisions segons la latitud.

Els Apenins o Apennins (en italià: Appennini) és una serralada de plegament alpí (Orogènesi alpina) que recorre Itàlia de nord-oest a sud-est; i en forma la columna vertebral. Té una longitud aproximada d'uns 1.500 km i una amplada d'entre 40 i 150 km. Enllaça , al nord, amb els alps Marítims i, al sud, amb les cadenes d'Atles mitjançant l'Arc Sicilià. És una de les serralades de plegament més joves del món. Això significa que hi ha pics que encara no han estat afectats per l'erosió i el pas del temps.
Conten amb un gran nombre de falles que fa que les zones properes a aquestes estiguin sotmeses a fenòmens sísmics i un vulcanisme actiu.
Les muntanyes donen el seu nom a la península dels Apenins que forma la major part d'Itàlia. Són majoritàriament verdes, encara que un costat del cim més alt, el Corno Grande, està parcialment cobert per la Glacera del Calderone, l'única glacera dels Apenins. Els vessants orientals fins a la mar Adriàtica són escarpats, mentre que els vessants occidentals formen contraforts on es troben la majoria de les ciutats d'Itàlia peninsular. Les muntanyes solen rebre el nom de la província o províncies en què es troben; per exemple, els Apenins de Ligúria es troben a Ligúria.

## Etimologia
L'etimologia que es repeteix amb més freqüència, per la seva adequació semàntica, és que deriva del celta penn, "muntanya, cim": A-penn-inus, que podria haver estat assignat durant la dominació celta del nord d'Itàlia al segle iv aC o abans. El nom s'aplicava originàriament als Apenins del nord. Tanmateix, els lingüistes històrics no han trobat mai una derivació amb la qual tots estiguin d'acord. Wilhelm Deecke va dir: "[…] aquesta etimologia és dubtosa, però alguns la deriven del Ligur-Celta Pen o Ben, que significa cim de la muntanya".
Un gran nombre de topònims semblen reflectir el pic: Penarrig, Penbrynn, Pencoid, Penmon, Pentir, etc. o ben: Beanach, Benmore, Benabuird, Benan, Bencruachan, etc. En una derivació, Pen/Ben està relacionat amb l'irlandès antic cenn "cap", però caldria un *kwen- original, que tipològicament no es troba en els idiomes que presenten labio-velars. Windisch i Brugmann van reconstruir l'indoeuropeu *kwi-, derivant també les muntanyes gregues del Pindos de la mateixa arrel, però *kwen- < *kwi- no s'explica per cap regla. Per alguns, l'anglès pin, així com la ploma i el llatí pinna o penna "pluma" (en el sentit de la banya de la ploma) s'han relacionat amb el nom.

## Descripció
La cadena forma un arc de serralades entre el golf de Gènova, sobre el Mediterrani, i Nàpols, sobre la mar Tirrena. Al centre de l'arc s'apropa a la costa est, a nivell de Rímini (mar Adriàtic). Els vessants que miren a la mar Adriàtica són relativament escarpats, mentre la zona occidental acaba en les planes on estan situades la majoria de les principals ciutats històriques italianes.
El punt culminant de la cadena és la serra del Gran Sasso, amb el Corno Grande de 2.912 m, el seu cim culminant, a la zona dels Abruços. Al seu cim es troba la glacera més meridional d'Europa.

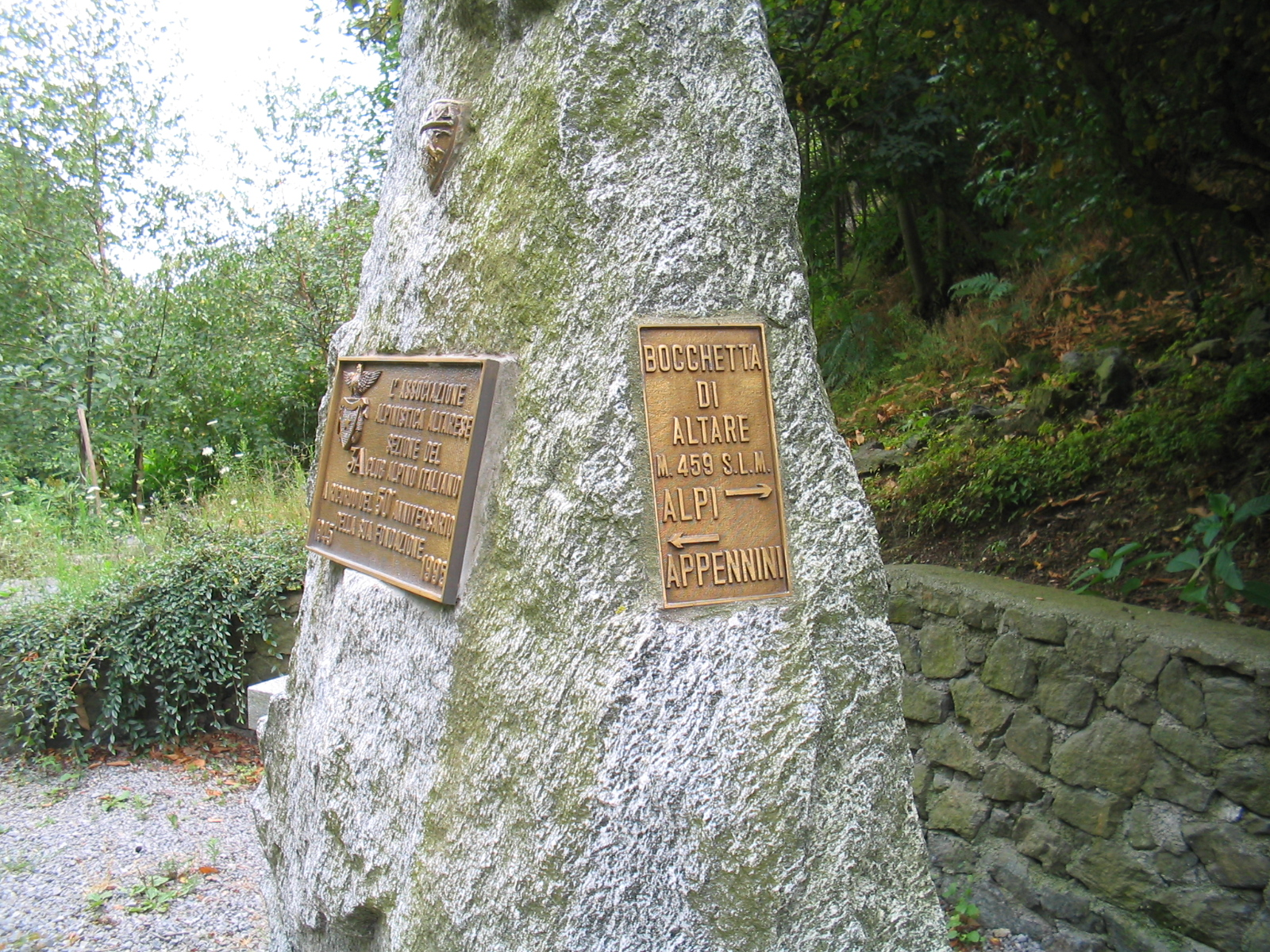
Fita commemorativa del Club Alpino Italiano a la Bochetta di Altare, collada límit entre Alps i Apenins.

El límit dels Alps i els Apenins se situa clàssicament a la Bocchetta di Altare (459 msnm), coneguda també com a Bocchetta di Cadibona o Colle de Cadibona, a la província de Savona. Va ser objecte de polèmica entre els geògrafs del segle XIX: per exemple, l'advocat Pietro Canepa, amb el seu opuscle, volia demostrar que el límit raonable per als Alps és la Punta Marguareis i pels Apenins el Mont Saccarello. Malgrat això, i amb un punt de vista geològic, la Guida Rossa del Touring Club Italiano indica el Passo dei Giovi, situat immediatament a l'oest de la falla anomenada Línia di Sestri-Voltaggio, representa el punt de transició geo-morfològic entre els dos sistemes muntanyosos. El SOIUSA accepta la primera hipòtesi.

## Geografia
Els Apenins es divideixen en tres sectors: el nord (Appennino settentrionale), central (Appennino centrale) i meridional (Appennino meridionale).
Les capes arigiloses provoquen que hi hagi despreniments de terra quan venen les èpoques de pluja, i aquests amenaçen a les zones que s'hi troben a prop, arribant fins i tot a causar danys i destruir zones habitades en alguna ocasió.
Una sèrie de llargues rutes de senderisme serpentegen pels Apenins. Cal destacar l'itinerari europeu E1 (a peu) que ve del nord d'Europa i recorre els llargs dels Apenins nord i central. El Gran Sender Italià comença a Trieste i després de serpentejar per l'arc alpí travessa tot el sistema dels Apenins, Sicília i Sardenya.
La riquesa principal d'aquesta serralada és la força hidràulica, ja que tot i que no compta amb grans rius (destaca per tenir-ne de cursos curts), els salts d'aigua que trobem en aquests són una important font d'energia renovable. Tot això és degut al terreny accidentat dels apenins, sobretot a la regió de Nàpols. Els rius més importants són el Tíber (405 km) i l'Arno (250 km).

En quant a minerals no tronbem grans jaciments, però si un gran nombre de fonts termals com per exemple Montecatini i San Gemini

### Apenins del Nord
Els Apenins del nord consisteixen en tres subcadenes: la lígur (Appennino ligure), toscà-emilià (Appennino tosco-emiliano), i els Apenins d'Umbria (Appennino umbro).

#### Apenins lígurs

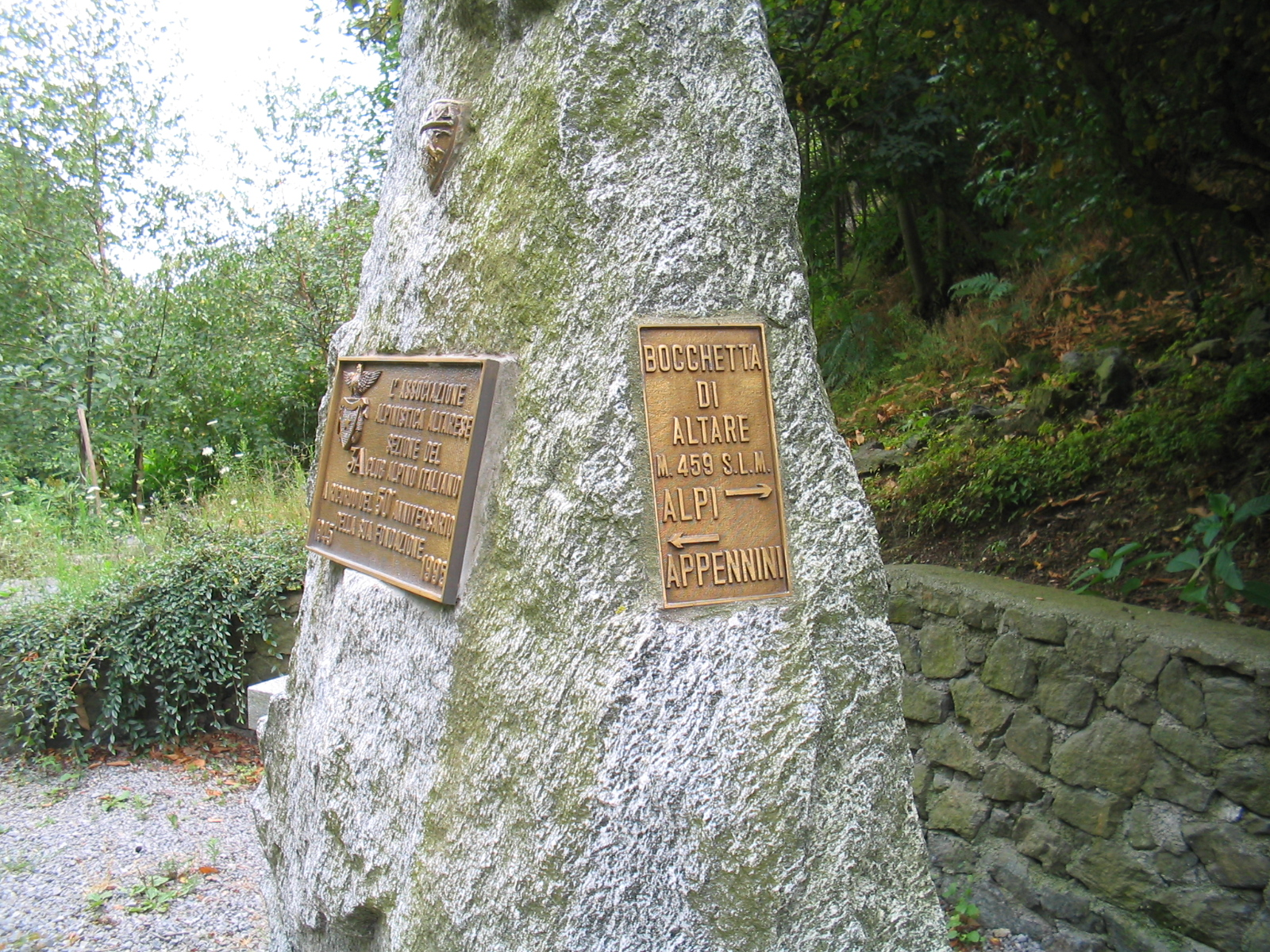
La placa que marca la Bocchetta di Altare

Els Apenins lígurs voregen el mar de Liguria al golf de Gènova, des de Savona per sota de la vall superior del Riu Bormida fins a La Spezia (coll de La Cisa) per sota de la vall superior del riu Magra. La serralada segueix el golf de Gènova separant-la de l'alta vall del Po. La frontera nord-oest segueix la línia del riu Bormida fins a Acqui Terme. Allà el riu continua al nord-est fins a Alessandria a la Vall del Po, però les muntanyes giren cap al sud-est.
Es pot arribar a la Bormida superior per una sèrie de carreteres que avancen terra endins en angle recte amb la costa al sud-oest de Savona, la principal és l'Autostrada Torino-Savona. Pugen a la Bocchetta di Altare, de vegades anomenada Colle di Cadibona (436 m), la frontera entre els Alps Lígurs al llarg de la costa a l'oest i els Apenins lígurs. Una placa de bronze fixada a una pedra marca el cim del coll. Als voltants hi ha fragments de l'antic camí i tres ruïnes d'antigues fortificacions.
A Carcare, les carreteres principals connecten amb l'alta vall de Bormida (Bormida di Mallare) abans de girar cap a l'oest. L'Scrivia, el Trebia i el Taro, afluents del riu Po, drenen els vessants nord-est. La gamma conté desenes de pics. Cap a l'extrem sud, el Parc Natural Regional d'Aveto inclou el Monte Penna. A prop hi ha el punt més alt dels Apenins de Ligúria, el Monte Maggiorasca amb 1800 m.
La principal i única ruta terrestre viable que connecta la plana costanera de Ligúria amb la plana del nord d'Itàlia passa per Bocchetta di Altare. Sempre ha tingut una importància estratègica. Els defensors del nord d'Itàlia l'han hagut de controlar des de l'antiguitat, com testimonien les diferents fortificacions que s'hi col·loquen. Trenitalia, el sistema ferroviari estatal, molt desenvolupat a la plana costanera, travessa ara les muntanyes de manera rutinària a través d'una sèrie de túnels ferroviaris, com el del coll de Giovi.

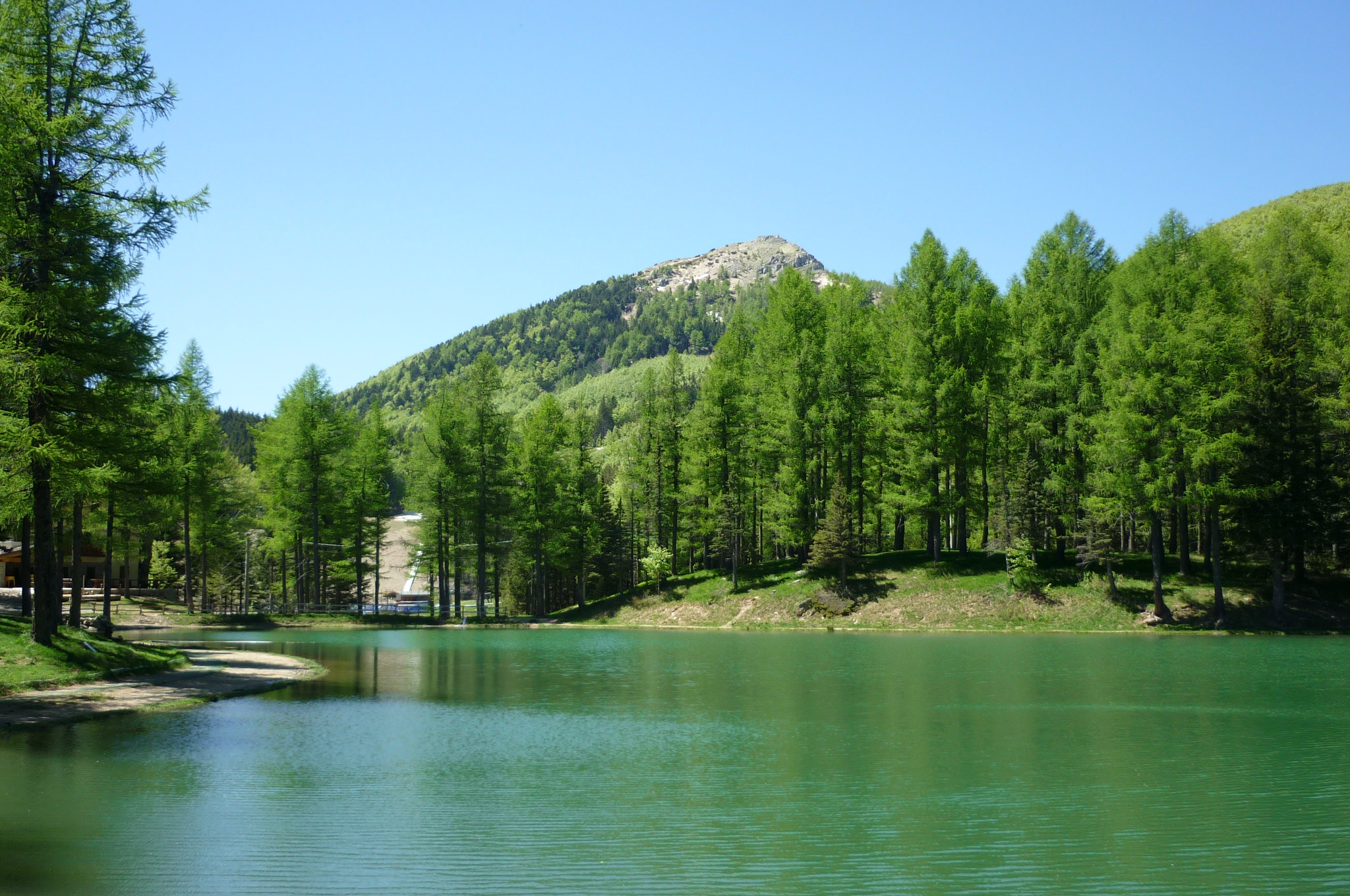
El Monte Cimone (2165 m) a l'Emília-Romanya, és la muntanya més alta dels Apenins del nord.

La frontera sud-est dels Apenins lígurs és el Fiume Magra, que es projecta al mar Tirrè al sud de La Spezia, i el Fiume Taro, que discorre en sentit contrari per unir-se al Po. La divisòria entre les dues valls superiors del riu és el coll de la Cisa. Sota ella (en dos túnels) passa l’Autostrada della Cisa entre Spezia i Parma.

#### Apenins toscà-emilians
A partir del coll de Cisa, la cadena muntanyosa gira més al sud-est, per travessar la península per la frontera entre les regions d'Emília-Romanya i la Toscana. S'anomenen els Apenins toscano-emilians a l'oest del pas de Futa i els Apenins toscano-romanyesos a l'est d'aquest, o només els Apenins toscans. S'estenen fins al riu Tíber superior. El punt més alt és el Monte Cimone amb 2165 m.
Una branca separada, els Alps Apuans, va al sud-oest, limitant amb la costa al sud de La Spezia. Si s'han de considerar part dels Apenins és qüestió d'opinió; sens dubte, formen part del sistema dels Apenins. Topogràficament, només la vall del riu Serchio, que discorre paral·lel a la costa gira i surt al mar Tirrè al nord de Pisa, separa els Alps Apuans dels Apenins; geològicament la roca és d'una composició lleugerament diferent, marbre. La indústria romana del marbre es va centrar a Ortonovo, i actualment està activa a Carrara.
Com que els Apenins toscans divideixen la península entre la vall del Po i les planes i turons de la Toscana i el Laci, el transport els Apenins s'ha utilitzat per aconseguir la unitat política i econòmica. Històricament, els romans feien servir la Via Flamínia entre Roma i Rímini. La distància muntanyosa entre Florència a la Toscana i Bolonya a l'Emília-Romanya és més curta, però requeria la conquesta d'un terreny més accidentat, cosa que no era factible per als antics. Les línies de ferrocarril es van construir sobre les muntanyes a principis del segle xix, però eren de poca capacitat i no millorables.
Des de 1856, s'han construït una sèrie de túnels per conduir "la línia de ferrocarril Bolonya-Florència", que no és ni una única línia ni un sol túnel. La línia Porrettana va entrar en servei el 1864, la Direttissima el 1934 i l'Alta Velocitat el 1996. Unes quantes desenes de túnels suporten els tres, el més llarg de la Línia d'Alta Velocitat és el túnel de Voglia de 16,757 km. El més llarg es troba a la Direttissima, el Gran Túnel dels Apenins, que amb 18,5 km és el més llarg totalment dins d'Itàlia, tot i que el túnel del Simplon, que connecta Itàlia i Suïssa, és més llarg. El trànsit d'automòbils es fa per l'Autostrada del Sole, Ruta A1, que passa per nombrosos túnels més curts, obviant una antiga carretera, originàriament romana, pel coll de la Futa. El desembre de 2015, es va inaugurar una nova ruta A1 anomenada Variante di Valico després de molts anys de construcció que consistia en túnels importants (el més llarg és la nova "Base del túnel" de 8,6) i nous passos elevats, reduint el temps de viatge entre Florència i Bolonya per carretera. El Parc Nacional Foreste Casentinesi, Monte Falterona, Campigna es troba a la part sud dels Apenins toscano-romanyesos. El límit sud dels Apenins toscano-romanyesos és el pas de Bocca Serriola al nord d'Úmbria, que uneix Fano i Città di Castello.

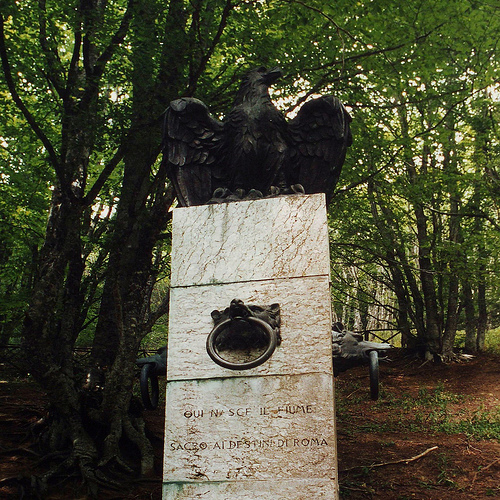
Font del Tíber, marcada per una columna amb una àguila i llops, part de la fauna dels Apenins i símbols de Roma

El riu Tíber a Roma flueix des del Monte Fumaiolo als Apenins toscano-romanyesos de nord-est a sud-oest, projectant-se al mar Tirrè en angle recte amb la costa. El Tíber superior, però, flueix de nord-oest a sud-est, girant gradualment en un angle recte en el sentit de les agulles del rellotge. La vall nord del Tíber és profunda i separa els Apenins al marge esquerre d'una serralada menor, els Antiapenins toscans (Sub-Apenins) a la seva dreta.

### Apenins centrals
El sistema dels Apenins forma un arc irregular amb centres de curvatura situats al mar Tirrè. Els segments nord i sud comprenen cadenes paral·leles que es poden veure com a carenes muntanyoses globals úniques, com ara les muntanyes de Ligúria. El centre, en ser més gruixut i complex, es divideix geològicament en un arc interior i un arc exterior pel que fa als centres de curvatura. La definició geològica, però, no és la mateixa que la geogràfica.
A partir del tipus de roca i dels incidents orogènics, el segment nord de l'arc es divideix en els Apenins del Nord Exterior (ONA) i els Apenins del Nord Interior (INA). Els Apenins centrals es divideixen en els Umbrio-Marquis (Appennino umbro-marchigiano) o els Apenins romans al nord i els Apenins dels Abruços (Appennino abruzzese) al sud. S'estén des del coll de Bocca Serriola al nord fins al coll de Forlì al sud.

#### Apenins Úmbria-Marques
La frontera oest dels Apenins Úmbria-Marques (o Appennino umbro-marchigiano) passa per Cagli. S'estenen al sud fins al riu Tronto, el límit sud de l'ONA. El cim més alt, el Monte Vettore, amb 2478 m, forma part dels Monts Sibil·lins, incorporat al Parco Nazionale dei Monti Sibillini. Més al nord hi ha el parco naturale regionale della Gola della Rossa e di Frasassi, en el qual es troben la Gola della Rossa ("Gorga vermella") i les coves de Frasassi. Encara més al nord hi ha el Parco Sasso Simone e Simoncello. El Servei de Parcs italià l'anomena el "cor verd" d'Itàlia. La regió és molt boscosa, com la Riserva Naturale Statale Gola del Furlo, on es troba el coll de Furlo a la Via Flamínia. Tant els etruscs com els romans van construir aquí túnels.

#### Apenins dels Abruços

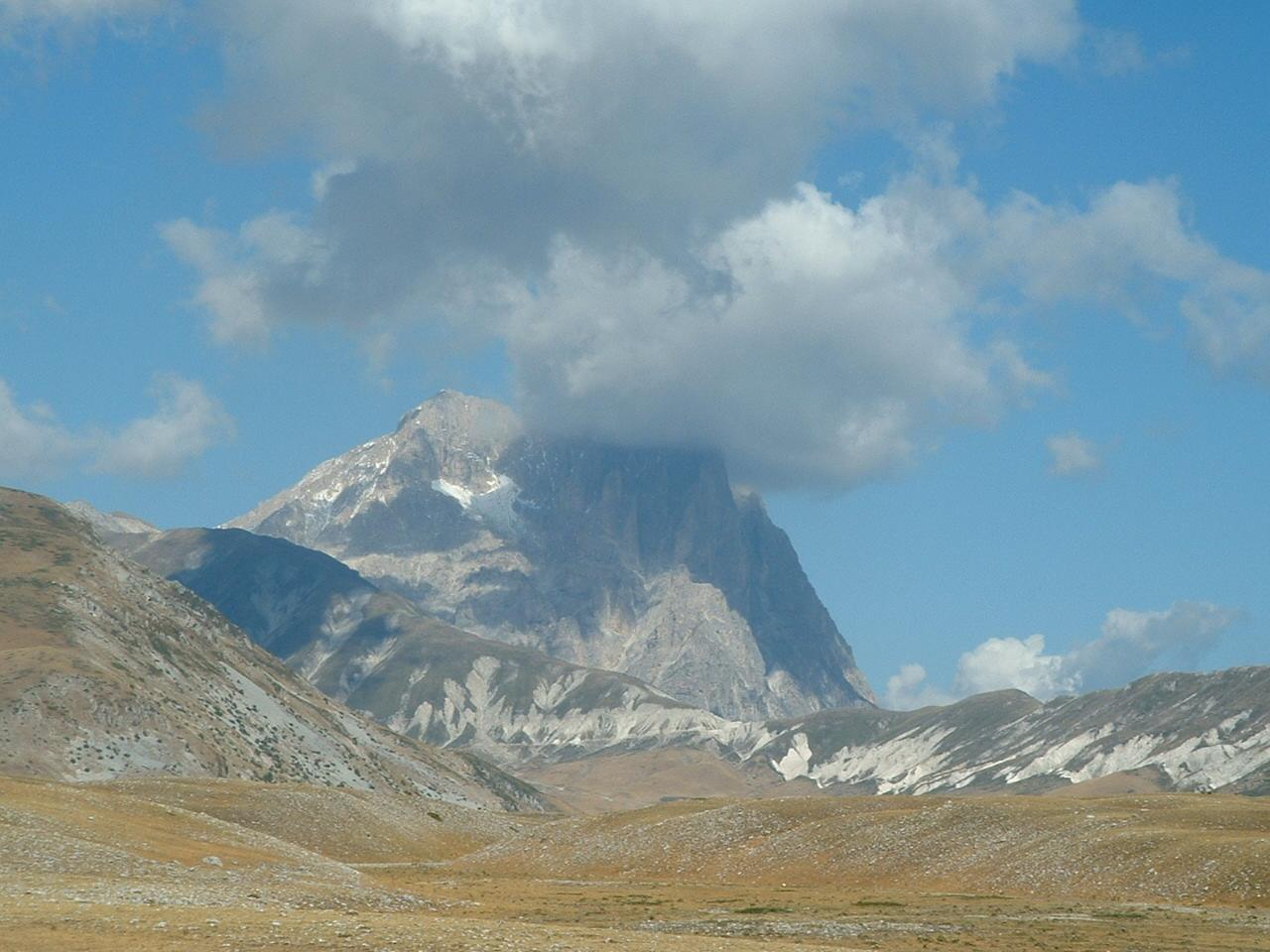
Gran Sasso i Campo Imperatore

Els Apenins dels Abruços, situats als Abruços, Molise i al sud-est del Laci, contenen els cims més alts i el terreny més accidentat dels Apenins. Són coneguts a la història com el territori dels pobles itàlics derrotats per primera vegada per la ciutat de Roma. Casualment, existeixen en tres plecs o cadenes paral·lels que sobreviuen de l'orogènia. Aquests s'estenen en direcció nord-oest-sud-est des del riu Tronto fins al riu Sangro, que desemboca a la mar Adriàtica. Els turons costaners de l'est s'estenen entre San Benedetto del Tronto al nord i Torino di Sangro al sud.
La cadena oriental està formada principalment per la part sud dels Monts Sibil·lins, els Monti della Laga, el Massís del Gran Sasso i el Massís de la Majella. Entre ells hi ha dos parcs nacionals: Parc Nacional Gran Sasso i Monti della Laga i Parc Nacional Majella; i el Parc Regional dels Monts Simbruini. El Gran Sasso conté el Corno Grande, el cim més alt dels Apenins (2912 m).

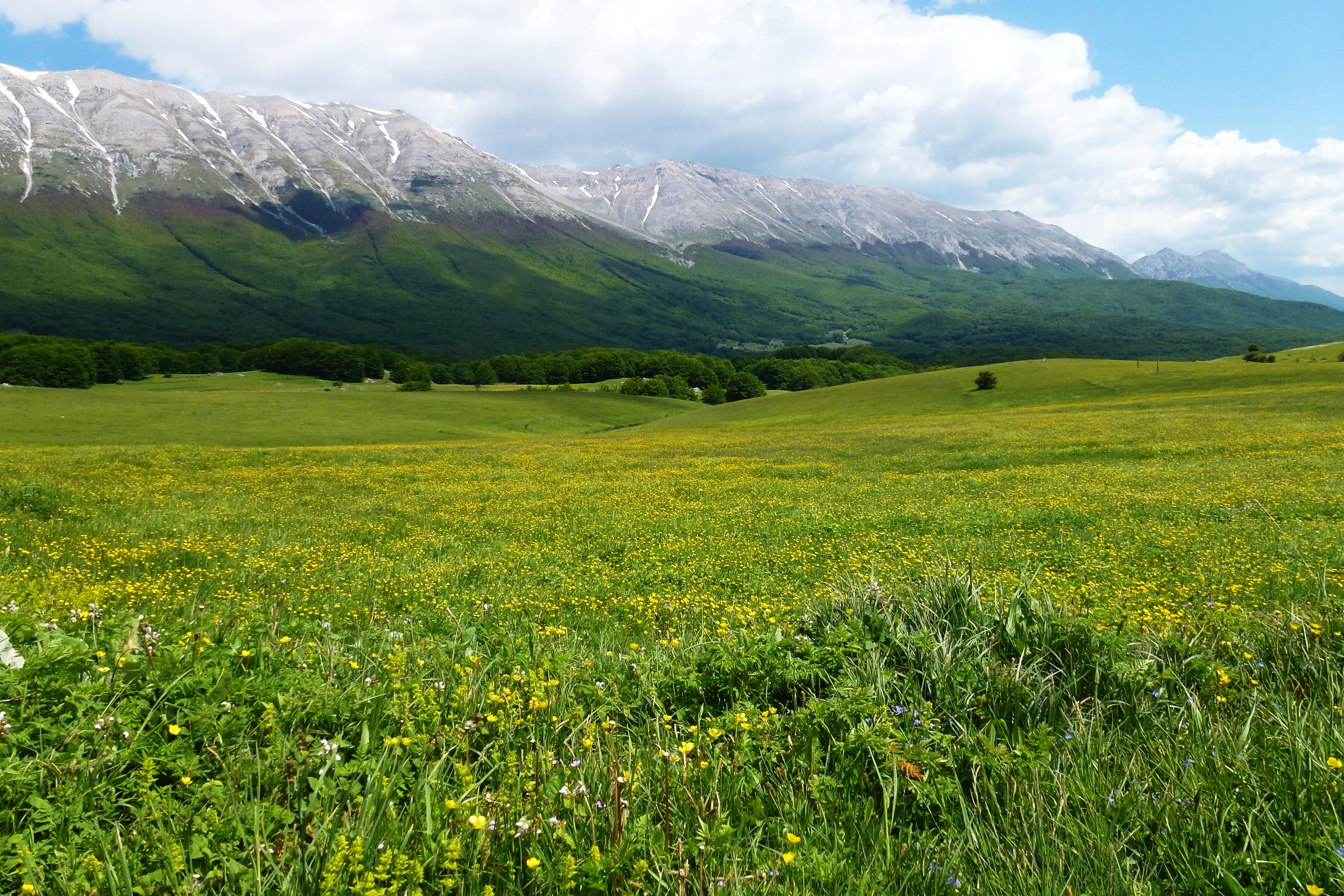
massís de la Majella

Altres característiques entre les serres occidental i central són la plana de Rieti, la vall del Salto i el Lacus Fucinus; mentre que entre les serres central i oriental hi ha les valls de L'Aquila i Sulmona. Els principals rius de l'oest són el Nera, amb els seus afluents el Velino i el Salto, i l'Aniene, tots dos cauen al Tíber. A l'est hi ha al principi una successió de petits rius que desemboquen a l'Adriàtic, dels quals els punts més alts de la cadena són uns 20. km de distància, com el Tronto, Tordino, Vomano i altres. La Pescara, que rep l'Aterno del nord-oest i el Gizio del sud-est, és més important; i també ho és el Sangro.
Els Apenins centrals són travessats pel ferrocarril de Roma a Pescara passant per Avezzano i Sulmona: el ferrocarril d'Orte a Terni (i d'allí a Foligno) segueix la vall de Nera; mentre que des de Terni una línia ascendeix a la plana de Rieti, i des d'allí travessa la cadena central fins a Àquila, d'on segueix la vall de l'Aterno fins a Sulmona. En l'antiguitat, la Via Salària, la Via Caecilia i la Via Tiburtina anaven des de Roma fins a la costa adriàtica. Les muntanyes volcàniques de la província de Roma estan separades dels Apenins per la vall del Tíber, i els Monts Lepini, part de la cadena volsca, per les valls del Sacco i del Liri.

### Apenins meridionals
Els Apenins meridionals es poden dividir en quatre regions principals: (1) Apenins samnita, (2) Apenins campanis, (3) Apenins Lucans i (4) Apenins calàbrics (incloent-hi els Apenins sicilians). S'estenen des del coll de Forlì cap al sud.

#### Apenins samnita i campanès

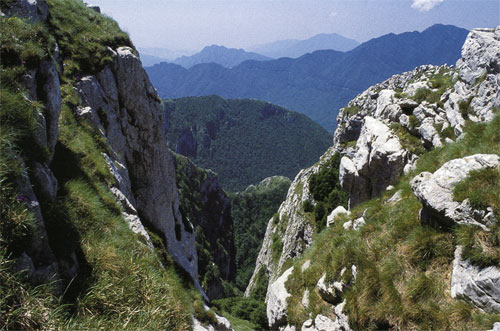
Els Monts Picentini, als Apenins de la Campània.

Als Apenins meridionals, al sud de la vall del Sangro, les tres cadenes paral·leles es divideixen en grups més petits; entre ells es pot anomenar el Matese, el punt més alt del qual és el Monte Miletto de 2050 m. Els principals rius al sud-oest són el Liri o Garigliano amb el seu afluent el Sacco, el Volturno, Sebeto, Sarno, al nord el Trigno, Biferno i Fortore.
Les muntanyes de Daunia, a la Pulla, estan connectades amb la serralada dels Apenins, i també els turons del Cilento a l'oest. Al revés, el promontori del mont Gargano, a l'est, està completament aïllat, així com l'arc volcànic campanià prop de Nàpols. El districte és travessat de nord-oest a sud-est pel ferrocarril de Sulmona a Benevent i a Avellino, i de sud-oest a nord-est pels ferrocarrils de Caianello passant per Isernia fins a Campobasso i Termoli, de Caserta a Benevent i Foggia i de Nocera Inferiore i Avellino a Rocchetta Sant'Antonio, la cruïlla de Foggia, Spinazzola (per Barletta, Bari i Tàrent) i Potenza. Les vies romanes seguien les mateixes línies que els ferrocarrils: la Via Àpia anava de Càpua a Benevent, d'on la carretera més antiga anava a Venosa i Tàrent i, per tant, a Bríndisi, mentre que la Via Traiana anava gairebé fins a Troia (prop de Foggia) i d'aquí a Bari.

#### Apenins Lucans
La vall de l'Ofanto, que desemboca a l'Adriàtic prop de Barletta, marca la terminació nord de la primera serralada dels Apenins Lucanians (avui Basilicata), que va d'est a oest, mentre que al sud de les valls del Sele (a la a l'oest) i Basento (a l'est) —que formen la línia que segueix el ferrocarril des de Battipaglia passant per Potenza fins a Metaponto—, la segona serra comença a córrer cap al nord i el sud fins a la plana de Sibari. El punt més alt és el Monte Pollino (2233 m). Els rius principals són el Sele, units pel Negro i el Calore, a l'oest, i el Bradano, Basento, Agri, Sinni a l'est, que desemboquen al golf de Tàrent; al sud de l'últim riu només hi ha rieres sense importància que desemboquen al mar a l'est i a l'oest, ja que aquí l'amplada de la península es redueix a uns 64 km.

#### Apenins calàbres i siciliàs

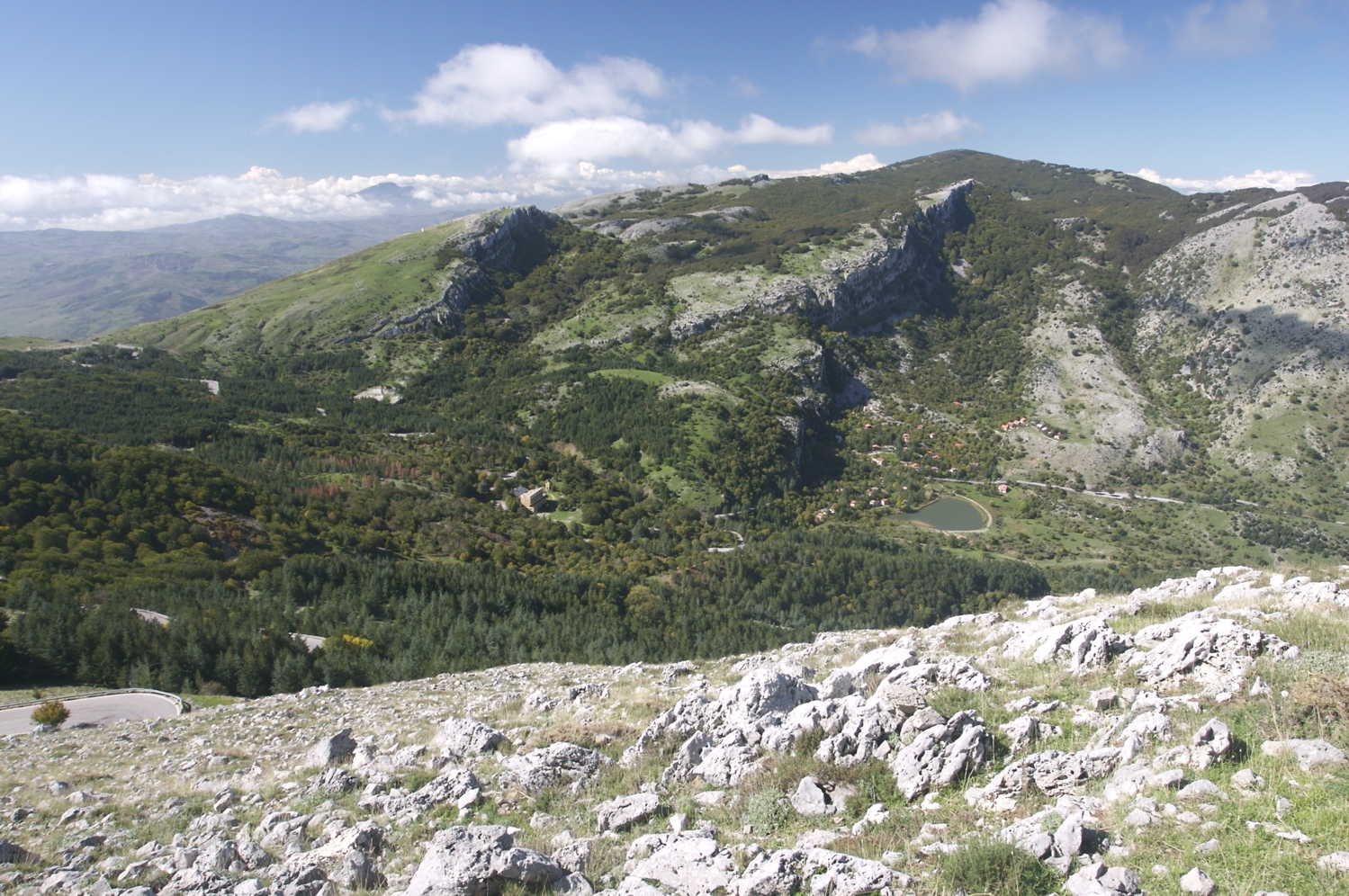
El Pizzo Carbonara, 6.493 peus (1.979 m), és el cim més alt de l’Apenino siculo sicilià, que forma part dels Apenins meridionals de Calàbria.

El ferrocarril que va cap al sud de Sicignano a Lagonegro, ascendint per la vall del Negre, està previst que s'estengui fins a Cosenza, seguint la línia seguida per l'antiga Via Popilia, que més enllà de Cosenza arribava a la costa oest a Terina i des d'allí la seguia fins a Reggio. La Via Herculia, un ramal de la Via Traiana, anava des d'Aequum Tuticum fins a l'antic Nerulum. En el punt més estret, la plana de Sibari, per on desemboquen al mar els rius Coscile i Crati, es troba a la costa est i s'estén a mig camí de la península. Aquí cessen els Apenins propis de pedra calcària i comencen les muntanyes granítiques de Calàbria.
El primer grup s'estén fins a l'istme format pels golfs de South Eufemia i Squillace; es coneix com la Sila, i el punt més alt assolit és de 1,930 metres (6,330 ft) (la Botte Donato). Els boscos que el cobrien en l'antiguitat proveïen als grecs i sicilians de fusta per a la construcció naval. El ferrocarril de South Eufemia a Catanzaro i Catanzaro Marina travessa l'istme, i una antiga carretera podria haver anat de Squillace a Monteleone. El segon grup s'estén a l'extrem sud de la península italiana, culminant a l'Aspromonte (1960 m) a l'est de Reggio de Calàbria. En ambdós grups els rius no tenen importància. Finalment, les muntanyes dels Apenins meridionals de Calàbria s'estenen al llarg de la costa nord de Sicília (els Apenins sicilians, Appennino siculo italià): Pizzo Carbonara (1979 m) sent el cim més alt.

## Fauna i flora
El clima que trobem al llarg de tota la serralada és el mediterràni, i això fa que la vinya, les oliveres i les agres tinguin un pes important.
Els boscos de pins, d'alzines i de faigs van tenir un gran pes en l'antiguitat; però en l'actualitat han perdut pes degut al sobre pasturatge. El que més trobem al Nord són roures castanyers, faigs i pins, mentre que al sud trobem llentiscles, baladres i murtes; que són arbusts.
Les espècies de flora són mediterrànies i varien molt segons altitud i latitud.
Les pastures d'estiu són abundants a la zona dels Abruços.
La fauna està molt ben preservada i els animals més comuns que trobem són l'ós bru, el llop itàlic, l'isard i l'àguila real. Tot i això l'activitat humana ha fet que en els últims anys aquests hagin disminuït en nombre.
Gran part del territori està en estat salvatge i sense conrear, i això fa que aquesta serralada sigui tan visitada.

## Població
Tot i tenir un clima mediterràni, és la regió amb menys població i més pobra de tot Itàlia per ser un entorn natural. Això és degut a l'alta humitat i les baixes temperatures i sobretot a que la gent busca un lloc econòmicament més rendible.

## Les subdivisions
- Subdivisions segons la latitud: 
  - Apenins septentrionals
    - Appennino ligure
    - Appennino tosco-emiliano
    - Appennino tosco-romagnolo

  - Apenins centrals
    - Appennino umbro-marchigiano
    - Appennino abruzzese

  - Apenins meridionals
    - Appennino sannita
    - Appennino campano
    - Appennino lucano
    - Appennino calabro

- Subdivisions segons la longitud
  - Subappennino
    - Subappennino toscano
    - Subappennino laziale
    - Subappennino abruzzese-molisano
    - Subappennino lucano
    - Subappennino Dauno

  - Antiappennino
    - Antiappennino toscano
    - Antiappennino laziale
    - Antiappennino campano
    - Antiappennino apulo-garganico